# Пегава патка
Пегава патка (лат. Stictonetta naevosa, енгл. Freckled duck) је једина врста из рода Stictonetta и потпородице Stictonettinae породице пловке (Anatidae) из реда пловуша (Anseriformes). Пегава патка је ендемска врста Аустралије. Врста ван сушне сезоне насељава унутрашњост Аустралије, а у време сушне сезоне насељава области у близини обале или уз обалу Аустралије.

## Опис
Перје одрасле пегаве патке је тамносиве или црне боје са великим бројем белих пега. Ноге, стопала и кљун оба пола је сиве боје (са изузетком корена кљуна мужјака, који је црвене боје). Птићи и младе јединке имају једнолично светло сиво перје, које губе у својој 32 недељи живота, када након митарења добијају перје одраслих.
Код врсте је присутан мало изражен полни диморфизам. Мужјаци су нешто већи и тежи од женки и достижу 700 – 1.200 g, док женке достижу тежину од 600 – 1.200 g. Мужјаци и женке достижу дужину од 50 – 60 cm. Мужјаке карактерише, нарочито током сезоне парења, кљун чији корен је црвене боје. Корен кљуна оних мужјака који су у најбољем репродуктивном стању је тамноцрвене боје, док је код осталих светлије нијансе црвене или је без црвене боје. Тамнија црвена боја корена кљуна се повезује и са доминацијом. Мужјаци чији корен кљуна је најтамније црвене боје су они који ће се највероватније парити са женкама.

## Распрострањеност и станиште
Пегава патка је најприсутнија у унутрашњости источних делова Аустралије, и то у Новом Јужном Велсу, Викторији и Квинсленду. Ова врста је присутна у мањој мери и у Јужној Аустралији и у Западној Аустралији. Постоји директна корелација између присуства пегаве патке на неком простору и количине падавина, као и количине воде у мочварама и другим воденим површинама.
Пегава патка понекад прелази велике раздаљине да би пронашла погодно место за гнежђење, најчешће се гнезди на великим воденим површинама на којим је присутна густа вегетација, као што су мочваре. Након гнежђења, пегаве патке се селе у крајеве ближе обали, у којима постоје сталне водене површине, као што су језера, резервоари и баре. Ове области су обично изложеније и садрже малу количину вегетације.

## Исхрана
Пегава патка се филтрирањем воде, храни ларвама, рачићима, инесектима и воденим биљем. Истраживања су показала да се пегава патка најрадије храни у плиткој води, користећи свој кљун да до хране дође из муља и песка.

## Угроженост
Врста је на црвеној листи организације Међународна унија за заштиту природе (IUCN) наведена као врста којој прети мали ризик од изумирања. Кретање бројности популације не показује дефинитивни тренд. Популација пегаве патке је 2016. процењена на 7.300 до 17.000 одраслих јединки. Претње по опстанак врсте укључују, погрешно препознавање ове заштићене врсте, као ловне дивљачи, због чега многе јединке ловци убијају. Затим, уништавање мочварних станишта, које по проценама може довести до смањења популације од до 20% у периоду од следећих 15 година.